# كيغو هيغاشي
كيغو هيغاشي (東 慶悟) (ولد 20 يوليو 1990) هو لاعب كرة قدم ياباني، شارك في دورة الألعاب الاولمبية الصيفية عام 2012 في المملكة المتحدة.

## روابط خارجية
- كيغو هيغاشي على موقع الاتحاد الدولي (مؤرشف)  (الإنجليزية)
- كيغو هيغاشي على موقع رابطة كرة القدم اليابانية للمحترفين (اليابانية)
- كيغو هيغاشي على موقع إي إس بي إن إف سي (الإنجليزية)
- كيغو هيغاشي على موقع قاعدة بيانات كرة القدم.إي يو (الإنجليزية)
- كيغو هيغاشي على موقع Soccerbase.com (لاعب) (الإنجليزية)
- كيغو هيغاشي على موقع Soccerway.com (الإنجليزية)
- كيغو هيغاشي على موقع عالم كرة القدم.نت (الإنجليزية)
- كيغو هيغاشي على موقع اللجنة الأولمبية الدولية (الإنجليزية)
- كيغو هيغاشي على موقع أوليمبيديا (الإنجليزية)

1. ↑  "معلومات عن كيغو هيغاشي على موقع static.fifa.com". static.fifa.com. مؤرشف من الأصل في 2019-12-13.
2. ↑  "معلومات عن كيغو هيغاشي على موقع transfermarkt.com". transfermarkt.com. مؤرشف من الأصل في 2020-03-31.
3. ↑  "معلومات عن كيغو هيغاشي على موقع sports-reference.com". sports-reference.com. مؤرشف من الأصل في 2017-07-18.

- Keigo Higashi – Omiya Ardija official site (باليابانية)
- Keigo Higashi نسخة محفوظة 27 يونيو 2018 على موقع واي باك مشين. – Yahoo! Japan sports (باليابانية)